# Embalse de Cal Gat
El embalse de Cal Gat es una pequeña infraestructura hidráulica española construida sobre el río Ter, situada en el municipio de San Juan de las Abadesas, en la comarca del Ripollés, provincia de Gerona, Cataluña.
El pantano está formado por una esclusa que genera una zona embalsada de 15,4 hectáreas de superficie. Fue construido para abastecer de agua a una minicentral hidroeléctrica situada justo al lado de la esclusa. La zona húmeda incluye este sector embalsado así como la llanura de inundación situada en sus lados y aguas arriba. En este espacio hay zonas de 5 metros de profundidad y zonas de poco más de 20 centímetros. Este abanico de profundidades permite el asentamiento de una elevada diversidad de comunidades de tendencia higrófila, tanto de macrófitos sumergidos como de vegetación emergente y de ribera.